# Xã Eden, Quận Licking, Ohio
Xã Eden (tiếng Anh: Eden Township) là một xã thuộc quận Licking, tiểu bang Ohio, Hoa Kỳ. Năm 2010, dân số của xã này là 1.248 người.